# Opactwo Münsterschwarzach
Klasztor Münsterschwarzach – romański klasztor benedyktynów, znajdujący się w Schwarzachu am Main.

## Źródła
- Franziskus Büll (Hrsg.): Magna Gratulatio. 1200 Jahre benediktinische Mönchsgemeinschaft von Münsterschwarzach 816–2016. Vier-Türme-Verlag, Münsterschwarzach 2016, ISBN 978-3-89680-899-8.